# Tricostularia
Tricostularia  Nees ex Lehm. é um género botânico pertencente à família Cyperaceae.

## Espécies
- Tricostularia compressa
- Tricostularia fimbristyloides
- Tricostularia guillauminii
- Tricostularia neo
- Tricostularia neesii
- Tricostularia paludosa
- Tricostularia pauciflora
- Tricostularia undulata